# الفقر في تركيا
على الرغم من تدفق الملايين من اللاجئين السوريين الذي أدى إلى تفاقم الفقر، فقد حققت تركيا تقدمًا كبيرًا في الحد من الفقر. وبعد الزيادة في الناتج المحلي الإجمالي للفرد بنسبة 158% خلال الفترة 2000-2015، انخفض معدل الفقر من 44% إلى 18% بين عامي 2002 و2014. وفي الفترة نفسها، انخفض معدل الفقر المدقع من 13% إلى 3% من السكان.

## أسباب الفقر
- انخفاض مشاركة الإناث في القوى العاملة. ولا تزال أوجه عدم المساواة بين الجنسين قائمة في الوصول إلى الفرص الاقتصادية، ولا تزال مشاركة المرأة في العمل منخفضة للغاية.[5] احتلت تركيا المرتبة 130 من أصل 145 دولة في التصنيف العالمي للفجوة بين الجنسين.[5] تتزايد مشاركة الإناث في مكان العمل كنسبة مئوية، ومن المتوقع أن تزداد بطريقة مستدامة مع تحول تركيا نحو اقتصاد مرتفع الدخل.[5]

- انخفاض الإنتاجية في القطاع الزراعي. توظف الزراعة حوالي 20% من السكان العاملين في تركيا مع إنتاجية عمل منخفضة جدًا[6]، وهو ما يترجم إلى إمكانات محدودة[7] للأرباح.[8] في حين أن الزراعة التركية لا تزال أكبر منتج للبندق والكرز والتين والمشمش والسفرجل في العالم، فإن متوسط حجم المزارع البالغ 2 هكتار منخفض للغاية ولا يشجع فرص الاستثمار.[8]

- انخفاض معدل الادخار الوطني وانخفاض الاستثمار الأجنبي المباشر. نظرًا لمعدل الادخار المحلي المنخفض للغاية، تعتمد تركيا على تدفقات رأس المال لتمويل العجز الهيكلي في حسابها الجاري.[9] وعلى الرغم من اعتمادها على التمويل الخارجي، إلا أن تركيا تجتذب القليل جدًا من الاستثمار الأجنبي المباشر – بمتوسط 12.75 مليار دولار أمريكي سنويًا خلال الفترة 2003-2015.[9]

- التعرض للكوارث الطبيعية. يتعرض أكثر من مليوني تركي وأكثر من 6% من الناتج المحلي الإجمالي لتركيا للكوارث في أي عام - حيث يحتل المركز التاسع عالميًا[10] فيما يتعلق بتعرض الناتج المحلي الإجمالي للزلازل - بسبب ارتفاع مخاطر الزلازل والفيضانات وحرائق الغابات والانهيارات الجليدية في تركيا. [11]

## تدابير التخفيف من حدة الفقر
- إنشاء التغطية الصحية الشاملة في عام 2003.

- برنامج الحد من المخاطر الزلزالية. كانت تركيا رائدة في مشروع التخفيف من آثار الزلازل والتأهب لحالات الطوارئ والذي كان نموذجًا على المستوى الدولي. يعالج البرنامج – الذي بدأ عام 2006 – نقاط ضعف المباني العامة من خلال وضع معايير التطوير ومراجعة الطرف الثالث.[10]

- يعتبر نظام التأمين ضد مخاطر الملكية الخاصة في تركيا – والذي تم تأسيسه عام 1999 – نموذجًا استباقيًا وعالميًا تحاكيه الدول الأخرى.[12] وكانت حصة تركيا من براءات الاختراع المسجلة في مكتب براءات الاختراع الأوروبي 0.26% فقط، وهي أفضل من حصة بولندا البالغة 0.23% ولكنها أسوأ بكثير من حصة الدانمرك البالغة 1.22% وبلجيكا 1.31%.[13]